# Leonardo DiCaprio
Cet article possède un paronyme, voir Caprio.
Leonardo DiCaprio [ˈli.oʊ.nɚ.doʊ dɪ.ˈkæp.ɹi.oʊ], né le 11 novembre 1974 à Los Angeles (Californie), est un acteur, producteur, scénariste et documentariste américain.
Considéré comme l’un des acteurs les plus populaires et influents de sa génération, DiCaprio commence sa carrière cinématographique en incarnant Josh dans Critters 3 (1991).
Ayant grandi d'abord dans les quartiers de Los Angeles, de Los Feliz puis d'Hollywood, il prend comme modèle Adam Farrar, le fils de Peggy Ann Saunders sa belle-mère, qui commence dès l'enfance une carrière d'acteur. Il se lance lui aussi, encouragé par ses parents. Il montre rapidement un talent pour la comédie et se voit proposer des rôles à la télévision, puis au cinéma. L'année 1993, il est sélectionné pour jouer face à son acteur préféré Robert De Niro dans Blessures secrètes ; il incarne ensuite face à Johnny Depp un jeune garçon handicapé mental, Gilbert Grape, rôle pour lequel il est nommé à l'Oscar du meilleur acteur dans un second rôle à l'âge de 19 ans.
Après plusieurs films dans le circuit indépendant, il est découvert en 1996 par le grand public dans l'adaptation moderne et rock d’une pièce de William Shakespeare : Roméo + Juliette. En 1997, il devient une star internationale en incarnant le héros romantique Jack Dawson dans Titanic, un des plus gros succès de l'histoire du cinéma et l'un des films les plus oscarisés, avec onze statuettes. Dans les années 2000, il travaille avec certains des plus grands réalisateurs et devient le nouvel acteur fétiche de Martin Scorsese qui le met en tête d'affiche dans six films : Gangs of New York, Aviator, Les Infiltrés, Shutter Island, Le Loup de Wall Street et Killers of the Flower Moon. Il obtient de nombreuses récompenses pour des films tels que Aviator, Blood Diamond, Arrête-moi si tu peux, J. Edgar, Django Unchained ou encore Le Loup de Wall Street. Ce n'est toutefois qu'en 2016 qu'il remporte son premier Oscar du meilleur acteur, pour son interprétation de Hugh Glass dans The Revenant.
Parallèlement à son activité dans le cinéma, il est connu pour son engagement en faveur de l'écologie, notamment à travers la Leonardo DiCaprio Foundation. Il a lié ces deux domaines en écrivant et produisant le documentaire La Onzième Heure, le dernier virage, en participant à la création d'Avant le déluge puis en interprétant l'un des personnages principaux de la comédie dramatique Don't Look Up : Déni cosmique, traitant tous les trois de la crise climatique. Il est également Messager de la paix des Nations unies.
Selon Forbes, il est l'acteur le mieux payé au monde en 1997 (Titanic), 2010 (Inception), 2021 (Don't Look Up : Déni cosmique) et 2023 (Killers of the Flower Moon). En 2016, il est apparu dans la liste annuelle 100 personnalités les plus influentes au monde du magazine Time.

## Biographie

### Enfance et entourage
Leonardo Wilhelm DiCaprio naît le 11 novembre 1974 à Los Angeles, en Californie. Il est le fils unique d'un couple de hippies. Son père George Paul DiCaprio (né en 1943) est dessinateur et éditeur de bandes dessinées satiriques, d'ascendance italienne (originaire d'Alife dans la province de Caserte en Campanie) et allemande (originaire de Bavière). Sa mère Irmelin Indenbirken (née en 1943) est secrétaire juridique, d'ascendance germano-russe originaire d'Oer-Erkenschwick en Allemagne, dont la famille a émigré aux États-Unis dans les années 1950. Ses parents divorcent en 1975.
Selon la légende familiale, Leonardo DiCaprio doit son premier prénom au peintre Léonard de Vinci (Leonardo da Vinci) : alors que ses parents passaient leur lune de miel à Florence, en Italie, sa mère enceinte a senti plusieurs coups de pied de son enfant dans son ventre devant une œuvre du peintre dans un musée,,, prenant cela pour un signe. Son deuxième prénom, Wilhelm, qui aurait dû être le premier, est celui de son grand-père maternel, Wilhelm Idenbirken.
Après son divorce, George DiCaprio s'est remarié avec Peggy Ann Saunders, déjà mère d'Adam Farrar, né le 4 octobre 1971, acteur, producteur et fils de Michael Anthony Farrar. Grâce à ces cultures multiples, Leonardo DiCaprio passe toutes ses vacances à Düsseldorf, en Allemagne, chez ses grands-parents maternels, et vit essentiellement avec sa mère Irmelin Idenbirken dans le quartier d'Hollywood, non loin de son père après le divorce,.
Sans éducation stricte, Leonardo DiCaprio est libre de se consacrer à n'importe quelle activité dès son plus jeune âge et notamment aux cours de comédie, domaine dans lequel il s'épanouit. Il décide d'en faire son métier lorsqu'il découvre, à quatorze ans, que son demi-frère Adam Farrar a empoché 50 000 dollars pour le tournage de quelques publicités pour des céréales.

### Débuts d'acteur (années 1990)
Enfant, Leonardo DiCaprio joue dans des spots publicitaires et obtient des petits rôles à la télévision, dont Quoi de neuf docteur ? (Growing Pains) de Neal Marlens, série dans laquelle il se fait remarquer.
En 1991, il obtient son premier rôle au cinéma dans le film d'horreur Critters 3. En 1993, il incarne le beau-fils maltraité du personnage joué par Robert De Niro dans Blessures secrètes (This Boy's Life). Il change de registre en interprétant un déficient intellectuel aux côtés de Johnny Depp dans le film Gilbert Grape (What's Eating Gilbert Grape) ; il est doublement nommé en 1994 pour le meilleur acteur dans un second rôle aux Golden Globe Awards et aux Oscars.
Il s'illustre au cours de l'année 1995 dans Rimbaud Verlaine (Total Eclipse), dans lequel il joue le poète Arthur Rimbaud, puis dans Basketball Diaries, adaptation du livre autobiographique du poète et musicien new-yorkais Jim Carroll, où il incarne un jeune toxicomane aux côtés de Mark Wahlberg et Juliette Lewis. Il joue dans le western de Sam Raimi, Mort ou vif (The Quick and the Dead), aux côtés de Sharon Stone, Gene Hackman et Russell Crowe, et dans le drame familial Simples Secrets (Marvin's Room), où il partage l'affiche avec Meryl Streep, Diane Keaton et Robert De Niro.

### Révélation critique et succès mondial (années 2000)
Leonardo DiCaprio accède à un statut de premier plan en 1996 avec Roméo + Juliette (William Shakespeare's Romeo + Juliet) de Baz Luhrmann, adaptation libre de l'œuvre du dramaturge William Shakespeare.
En 1997, il donne la réplique à Kate Winslet en incarnant Jack Dawson, « héros romantique » du film Titanic. Le film connaît un succès planétaire, gagne le record de 11 Oscars et propulse Leonardo DiCaprio au rang de star mondiale, suscitant la « Leomania ». Il enchaîne avec un double rôle (le roi Louis XIV et son jumeau et ennemi) dans L'Homme au masque de fer (The Man in the Iron Mask) aux côtés de John Malkovich, Gérard Depardieu, Jeremy Irons et Gabriel Byrne.

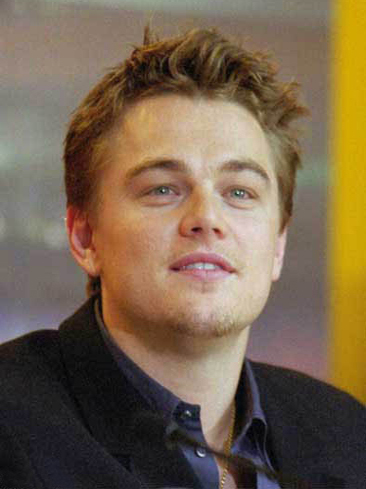
Leonardo DiCaprio lors d'une conférence de presse pour La Plage (2000).

Son image change dans les films suivants : il joue dans le film La Plage (The Beach, 2000) de Danny Boyle, puis incarne un escroc face à Tom Hanks dans Arrête-moi si tu peux (Catch Me If You Can, 2002) de Steven Spielberg. À partir de 2002, il se fixe comme objectif de ne tourner qu'avec les plus grands réalisateurs. Par l'entremise de Robert De Niro, il obtient un rôle dans Gangs of New York (2002) de Martin Scorsese, dont il devient dès lors l'acteur fétiche.

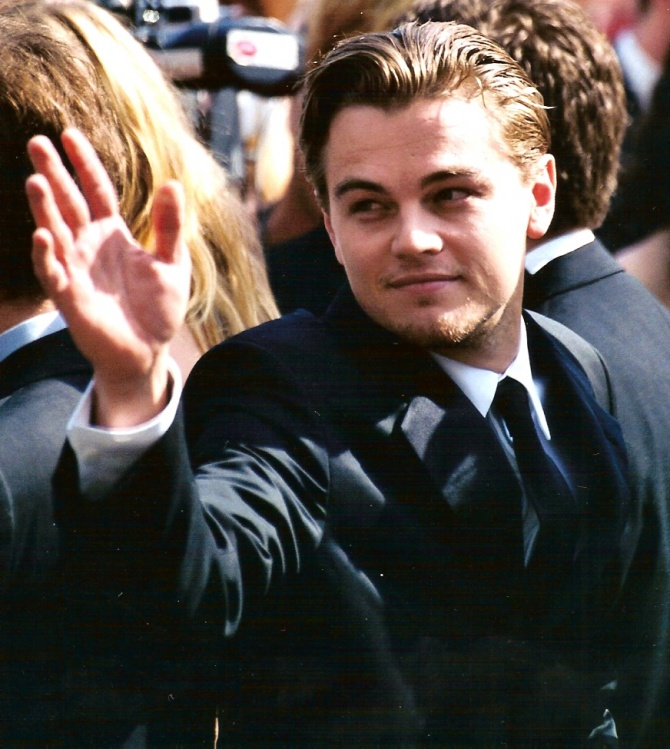
Leonardo DiCaprio au festival de Cannes pour la première de Gangs of New York (2002).

Il tourne trois films sous la direction de Martin Scorsese : Gangs of New York (2002), avec Daniel Day-Lewis, Cameron Diaz et Liam Neeson, Aviator (The Aviator, 2004), où son interprétation du célèbre Howard Hughes lui vaut le Golden Globe du meilleur acteur dans un film dramatique, puis Les Infiltrés (The Departed, 2006), où il joue un agent de la police d'État de Boston infiltré dans la mafia irlandaise, aux côtés de Matt Damon, Jack Nicholson et Mark Wahlberg. Grâce à ce film Martin Scorsese gagne pour la première fois l'Oscar du meilleur réalisateur et du meilleur film en 2006.

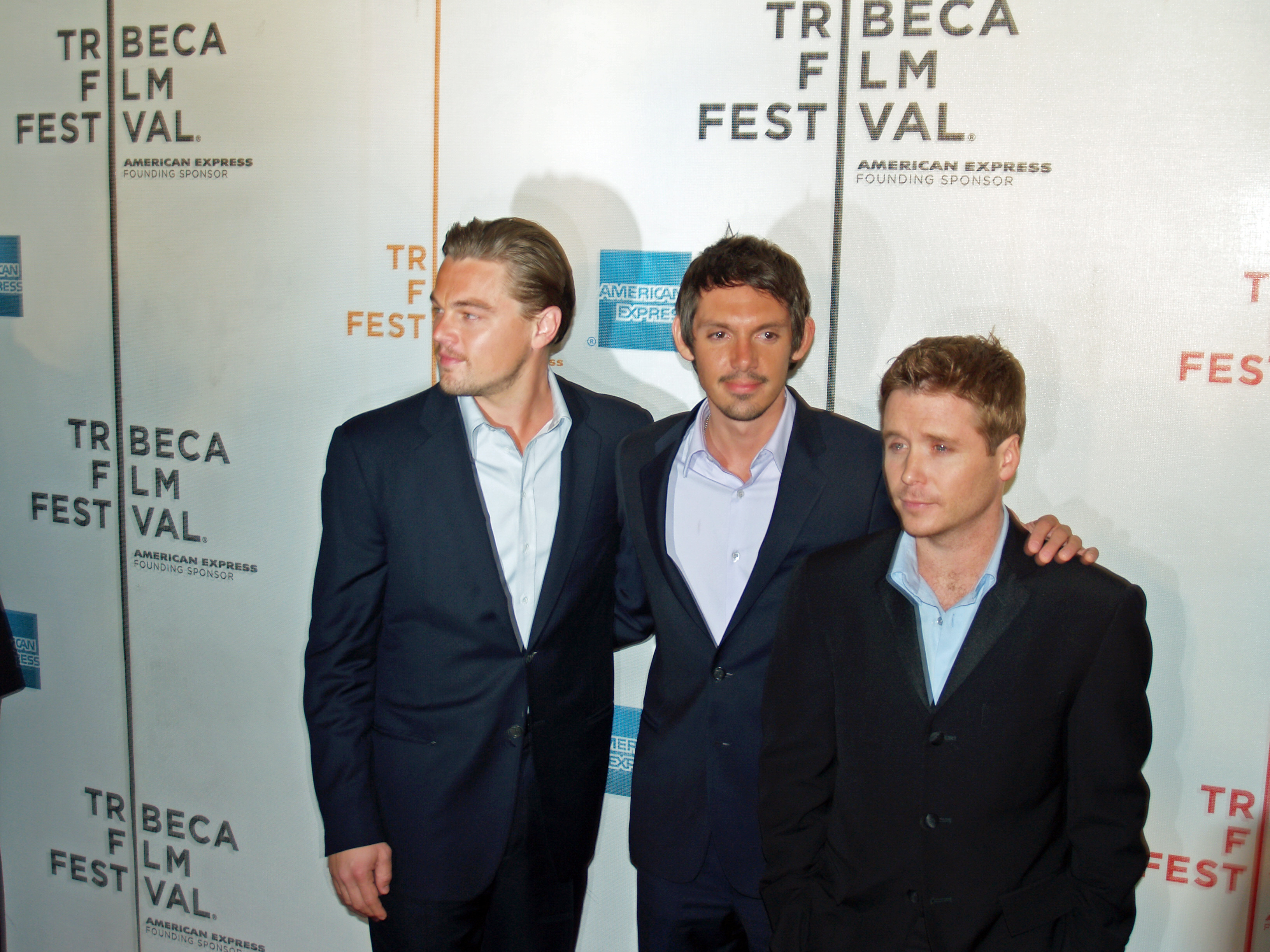
Leonardo DiCaprio avec ses amis Kevin Connolly et Lukas Haas au festival du film de Tribeca (2007).

L'année suivante sort Blood Diamond d'Edward Zwick, dans lequel il interprète un trafiquant de diamants rhodésien, en Sierra Leone, dénonçant le trafic des diamants de sang.
En 2008, dix ans après Titanic, il retrouve Kate Winslet dans Les Noces rebelles (Revolutionary Road), réalisé par le mari de l'actrice à l'époque, Sam Mendes, et adapté du roman Revolutionary Road de Richard Yates. La même année, l'acteur tourne Mensonges d'État (Body of Lies), dirigé par Ridley Scott, un film d'espionnage et d'action qui se déroule au Moyen-Orient et dans lequel il partage la vedette avec l'acteur fétiche du réalisateur anglais, Russell Crowe.

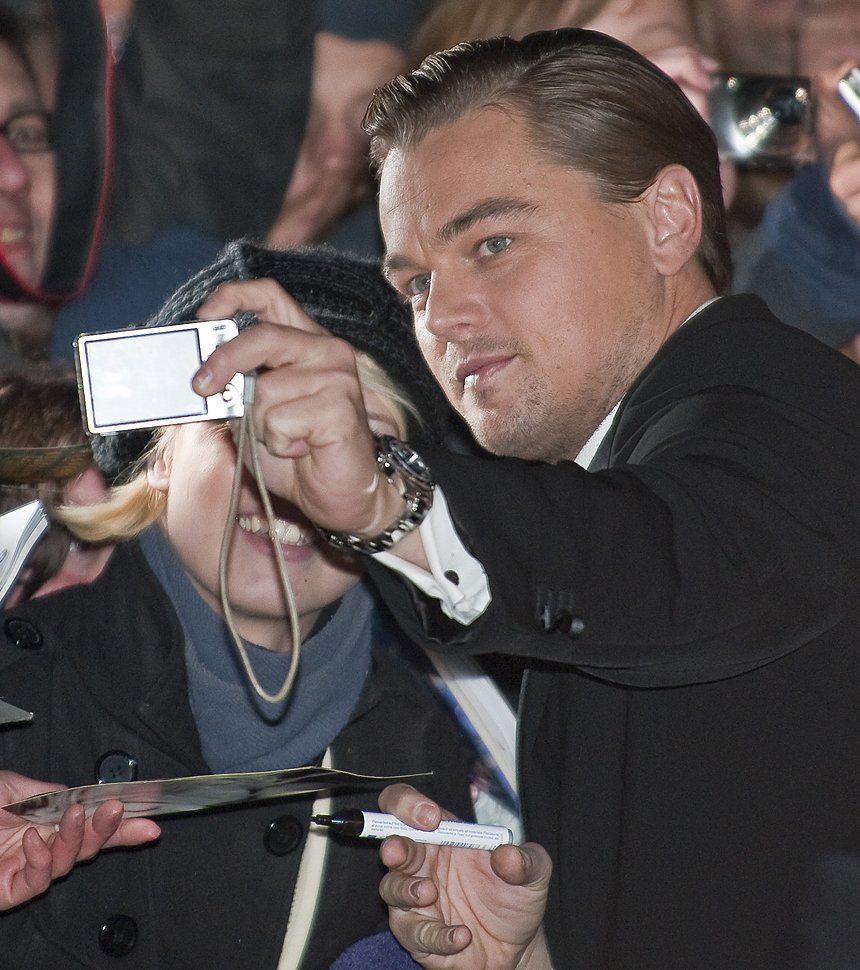
Leonardo DiCaprio à la première de Shutter Island à la Berlinale (2010).

Sa collaboration avec Martin Scorsese se poursuit une quatrième fois avec le thriller Shutter Island, adapté du roman de Dennis Lehane, sorti dans les salles au début de l'année 2010. Il enchaîne avec le tournage de Inception, de Christopher Nolan, aux côtés de Marion Cotillard, Joseph Gordon-Levitt, Tom Hardy et Michael Caine. Ce polar de science-fiction à gros budget (160 millions de dollars), qui traite de l'architecture des rêves et de la manipulation de l'esprit, connaît un succès mondial durant l'été 2010.

### Consécration (années 2010)
Après avoir incarné J. Edgar Hoover, le fondateur du Federal Bureau of Investigation (FBI), sous la direction du réalisateur Clint Eastwood dans le film J. Edgar, sorti en France en 2012, Leonardo DiCaprio interprète un an plus tard un propriétaire terrien sadique dans Django Unchained, un film western spaghetti sur fond d'esclavagisme de Quentin Tarantino, aux côtés des acteurs Jamie Foxx, Christoph Waltz, Samuel L. Jackson et Kerry Washington. Pour sa prestation dans ce film, Leonardo DiCaprio se voit décerner lors de la 84e cérémonie des National Board of Review Awards le National Board of Review Award du meilleur acteur dans un second rôle.
En Australie, il retrouve le réalisateur Baz Luhrmann, quinze ans après Roméo + Juliette (William Shakespeare's Romeo + Juliet), pour le rôle-titre de son nouveau film, Gatsby le Magnifique (The Great Gatsby), nouvelle adaptation en 3D du roman de F. Scott Fitzgerald, où il partage l'affiche avec son ami d'enfance Tobey Maguire et l'actrice Carey Mulligan. Gatsby le Magnifique est le film d'ouverture du Festival de Cannes 2013. Aux États-Unis, le film connaît un succès retentissant dès sa sortie, cumulant 51,1 millions de dollars de recettes le premier week-end d'exploitation, ce qui représente de loin le meilleur démarrage de toute la carrière du réalisateur Baz Luhrmann. En France, le film domine très vite le box-office avec plus de 760 000 spectateurs en une semaine.

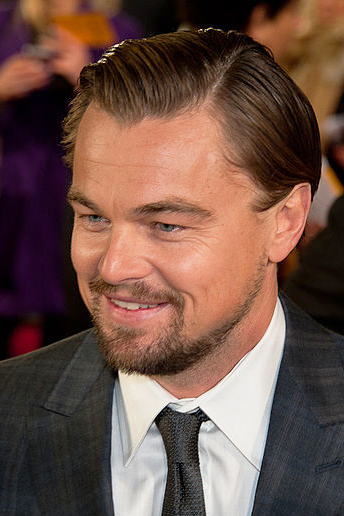
Leonardo DiCaprio à la première du film Le Loup de Wall Street (2014).

À la fin de l'année 2013 sort sur les écrans le film Le Loup de Wall Street, sa cinquième collaboration avec le réalisateur Martin Scorsese, dont il est aussi le producteur. Ce long-métrage est adapté de l'autobiographie du courtier américain Jordan Belfort, fondateur de la maison de courtage Stratton Oakmont, et s'inspire des années d'ultra-spéculation dans la finance. Leonardo DiCaprio incarne cet ancien trader, flambeur et fêtard, qui dans les années 1990 connaît une descente aux enfers après avoir participé à une gigantesque fraude. Les acteurs Jonah Hill, Matthew McConaughey, Margot Robbie ainsi que le Français Jean Dujardin lui donnent la réplique. Grâce à ce rôle, Leonardo DiCaprio remporte son deuxième Golden Globe du meilleur acteur, pour la première fois dans la catégorie comédie. Nommé une quatrième fois aux Oscars pour sa prestation dans Le Loup de Wall Street, il ne remporte cependant pas la fameuse statuette lors de la 86e cérémonie en 2014.
Dans une interview accordée au magazine allemand Bild le 18 janvier 2013, il dit vouloir faire une « très très longue pause », car il est épuisé après avoir tourné trois films en moins de deux ans. Il précise cependant, dans une interview diffusée au journal de 20 heures de TF1 le 15 mai 2013, que ce ne sera pas une interruption définitive, car il est trop passionné par son métier pour l'abandonner.
En 2015, il incarne le trappeur américain Hugh Glass, dans le western The Revenant. Le film, réalisé par Alejandro González Iñárritu, est nommé dans 12 catégories lors de la 88e cérémonie des Oscars, Leonardo DiCaprio étant d'ailleurs nommé dans la catégorie du meilleur acteur ; l'actrice Kate Winslet déclare que Leonardo aurait mérité l'Oscar,,,,,. Le 10 janvier 2016, il remporte grâce à ce film le Golden Globe du meilleur acteur dans un film dramatique, le film glanant également le prix du meilleur film dramatique et celui du meilleur réalisateur pour Alejandro González Iñárritu. Le même mois, il est désigné meilleur acteur par le Critics' Choice Movie Awards.

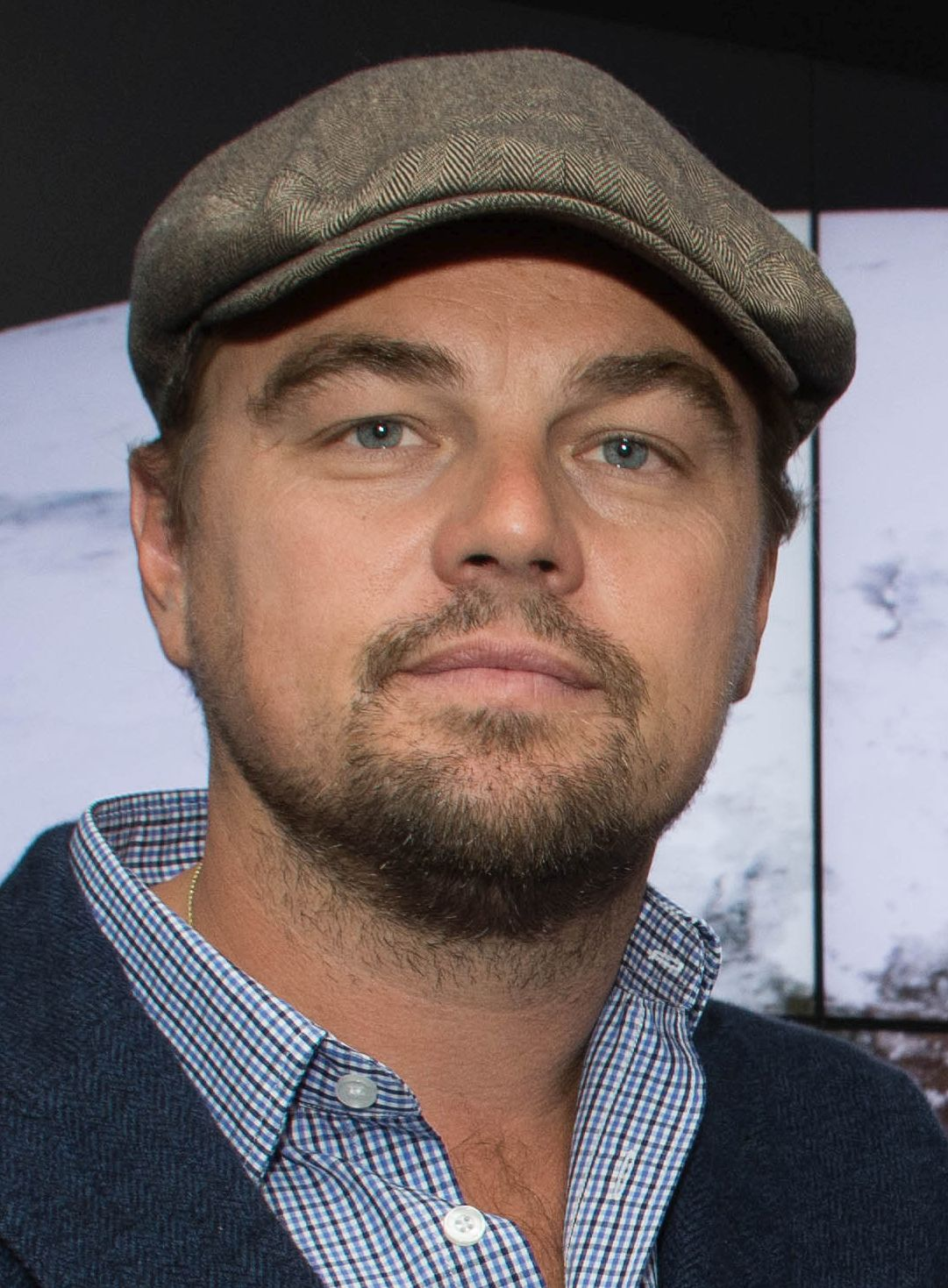
Leonardo DiCaprio lors de sa visite au centre de vol spatial Goddard de la National Aeronautics and Space Administration situé à Greenbelt (2016).

Le 30 janvier 2016, l'acteur reçoit le Screen Actors Guild Award du meilleur acteur lors de la cérémonie au Shrine Auditorium à Los Angeles, récompense décernée par le syndicat des acteurs de cinéma et de télévision aux États-Unis. Il obtient le British Academy Film Award (BAFA) du meilleur acteur 2016 lors de la cérémonie se déroulant le 14 février 2016 au Royal Opera House de Londres ; les BAFA sont souvent présentés comme les équivalents britanniques des Oscars du cinéma aux États-Unis.
Le film The Revenant connaît à sa sortie un succès historique en Russie, amassant en un seul mois 1,1 milliard de roubles (14,6 millions d'euros). Une enseignante à l'Institut d'État de la culture et de l'art arctique, Tatiana Egorova, avait même ouvert une souscription au cas où l'acteur n'aurait pas gagné d'Oscar,. Cela n'a pas été nécessaire puisque à la 88e cérémonie des Oscars, le 28 février 2016, il gagne l'oscar du meilleur acteur après 4 autres nominations, face à Matt Damon pour Seul sur Mars (The Martian), Bryan Cranston pour Dalton Trumbo (Trumbo), Michael Fassbender pour Steve Jobs et Eddie Redmayne pour Danish Girl (The Danish Girl).

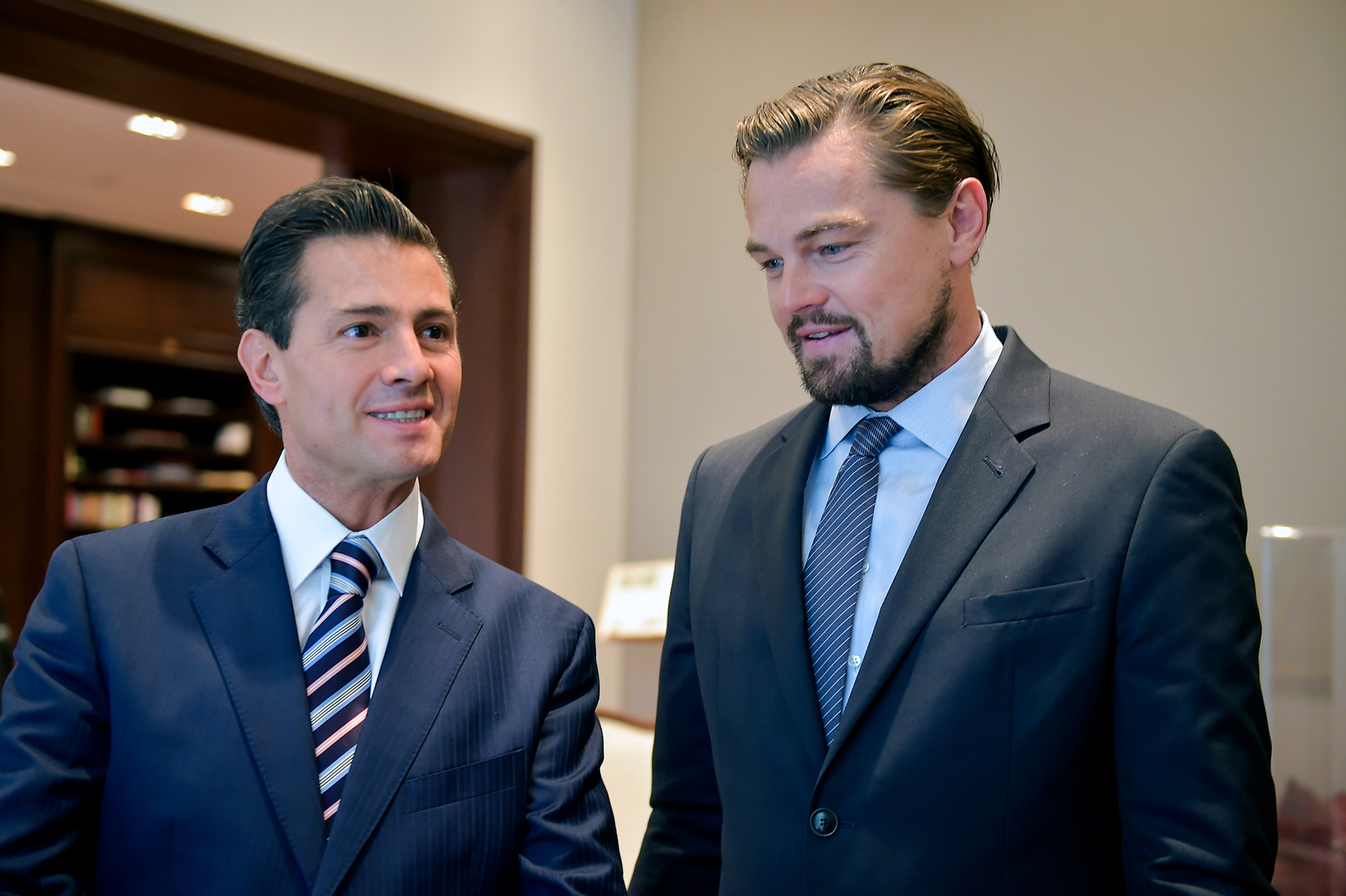
Leonardo DiCaprio avec le président du Mexique Enrique Peña Nieto (2017).

En novembre 2017, Leonardo DiCaprio, en compagnie d'autres personnalités, assiste à l'exposition avant-vente chez Christies, principalement pour le tableau de Léonard de Vinci Salvator Mundi que l'on pensait auparavant perdu, qui est présenté comme « le dernier Da Vinci ». Lors de l'événement, la vidéo The Last da Vinci: The World is Watching a été montrée dans laquelle, parmi d'autres participants regardant la photo, Leonardo DiCaprio. Paramount a acquis les droits d'une biographique de Walter Isaacson sur Léonard de Vinci. Leonardo DiCaprio devrait jouer et coproduire le film. En 2022, le film n'est pas encore tourné.
En 2019, il retrouve Quentin Tarantino pour le film Once Upon a Time… in Hollywood aux côtés de Brad Pitt, Margot Robbie, Michael Madsen, Al Pacino,. L'Academy of Motion Picture Arts and Sciences le considère comme l'un des acteurs les plus talentueux du XXe siècle, avec le succès international du film Titanic. Le film a installé son image d'idole des jeunes et de personnage charismatique et romantique, dont Léonardo DiCaprio cherche progressivement à se dissocier,.
En 2021, il apparaît dans la comédie satirique Don't Look Up : Déni cosmique d'Adam McKay. Il passe notamment cinq mois à modifier le scénario du film avec le réalisateur avant d'accepter le rôle. Aux côtés de Jennifer Lawrence dans le rôle de deux astronomes qui tentent d'avertir l'humanité de l'arrivée d'une comète en voie d'extinction, Leonardo DiCaprio voit dans ce film une analogie de l'indifférence du monde face à la crise climatique. En tant que défenseur de l'environnement, il déclare qu'il a souvent cherché à jouer dans des films abordant des questions liées à l'environnement, ce qu'il trouve difficile en raison de l'incapacité des gens à écouter. Il félicite Adam McKay d'avoir imaginé un projet sur la façon dont les humains réagiraient à un problème grave d'un point de vue politique, social et scientifique. Bien que les critiques du film soient mitigées, la plupart d'entre elles saluent les performances de Leonardo DiCaprio et de Jennifer Lawrence,,. Leonardo DiCaprio est ensuite nommé pour un Golden Globe et un BAFTA Award pour le film,. Le film bat le record du plus grand nombre de visionnages (152 millions d'heures) en une semaine dans l'histoire de la plateforme de streaming Netflix.
En 2023, Leonardo DiCaprio joue ensuite dans le drame policier Killers of the Flower Moon de Martin Scorsese, basé sur le livre du même nom de David Grann, pour lequel il est payé 30 millions de dollars. Initialement signé pour le rôle héroïque de l'agent du FBI Thomas Bruce White Sr, Leonardo DiCaprio insiste pour jouer le rôle moralement complexe du meurtrier Ernest Burkhart, conduisant à d'importantes réécritures du scénario,. Déclarant qu'il s'agissait de la meilleure performance de la carrière de Leonardo DiCaprio, David Ehrlich d'IndieWire écrit que « son interprétation nuancée et sans compromis du crétin Ernest Burkhart tire de nouvelles merveilles de l'absence de vanité de longue date de l'acteur ». Il reçoit une autre nomination aux Golden Globes pour sa performance. Il sera ensuite à l'affiche du prochain film de Paul Thomas Anderson, Une bataille après l'autre, aux côtés de Sean Penn et Regina Hall.
Le 13 mai 2025, lors de la cérémonie d'ouverture du 78ᵉ Festival de Cannes, il remet la Palme d'honneur à Robert De Niro,,.

### Vie privée
Leonardo DiCaprio est un ami proche de l'acteur Tobey Maguire, qu'il a rencontré en 1990 sur le plateau de la série Parenthood. Il est un ami de longue date des acteurs Kevin Connolly et Lukas Haas et du rappeur Q-Tip. Il était un ami d'enfance de Christopher Pettiet. Sa meilleure amie est l'actrice Kate Winslet, sa partenaire dans Titanic et dans Les Noces rebelles (Revolutionary Road). Il est un ami du couple de comédiens et réalisateur français Guillaume Canet, rencontré en Thaïlande sur le tournage du film La Plage (The Beach) en 1999, et Marion Cotillard (sa partenaire dans Inception).

#### Relation sentimentale
Durant les années 1990, il fréquente les mannequins Bridget Hall et Kristen Zang.
En 1998, Leonardo DiCaprio fréquente Vanessa Trump,,.
De 2000 à 2005, il forme un couple avec le top-model brésilien Gisele Bündchen.
En décembre 2005, il est le compagnon du mannequin israélien Bar Refaeli. Le couple se sépare en juin 2009 pour se reformer début 2010, mais se sépare à nouveau en mai 2011.
De mai à octobre 2011, il a une relation avec l'actrice Blake Lively.
De décembre 2011 à octobre 2012, il est en couple avec le mannequin américain Erin Heatherton.
De mai 2013 à décembre 2014, il partage sa vie avec l'Allemande Toni Garrn,.
De juin 2015 à janvier 2016, il fréquente Kelly Rohrbach. De mai 2016 à mai 2017, il est en couple avec le mannequin danois Nina Agdal.
De 2018 à 2022, il a une relation avec le mannequin et actrice Camila Morrone, qui est la fille de Lucila Sola, une ancienne compagne de l'acteur Al Pacino.
En 2022, il est aperçu avec le mannequin américain Gigi Hadid. Depuis août 2023, il a une relation avec la mannequin italienne Vittoria Ceretti.

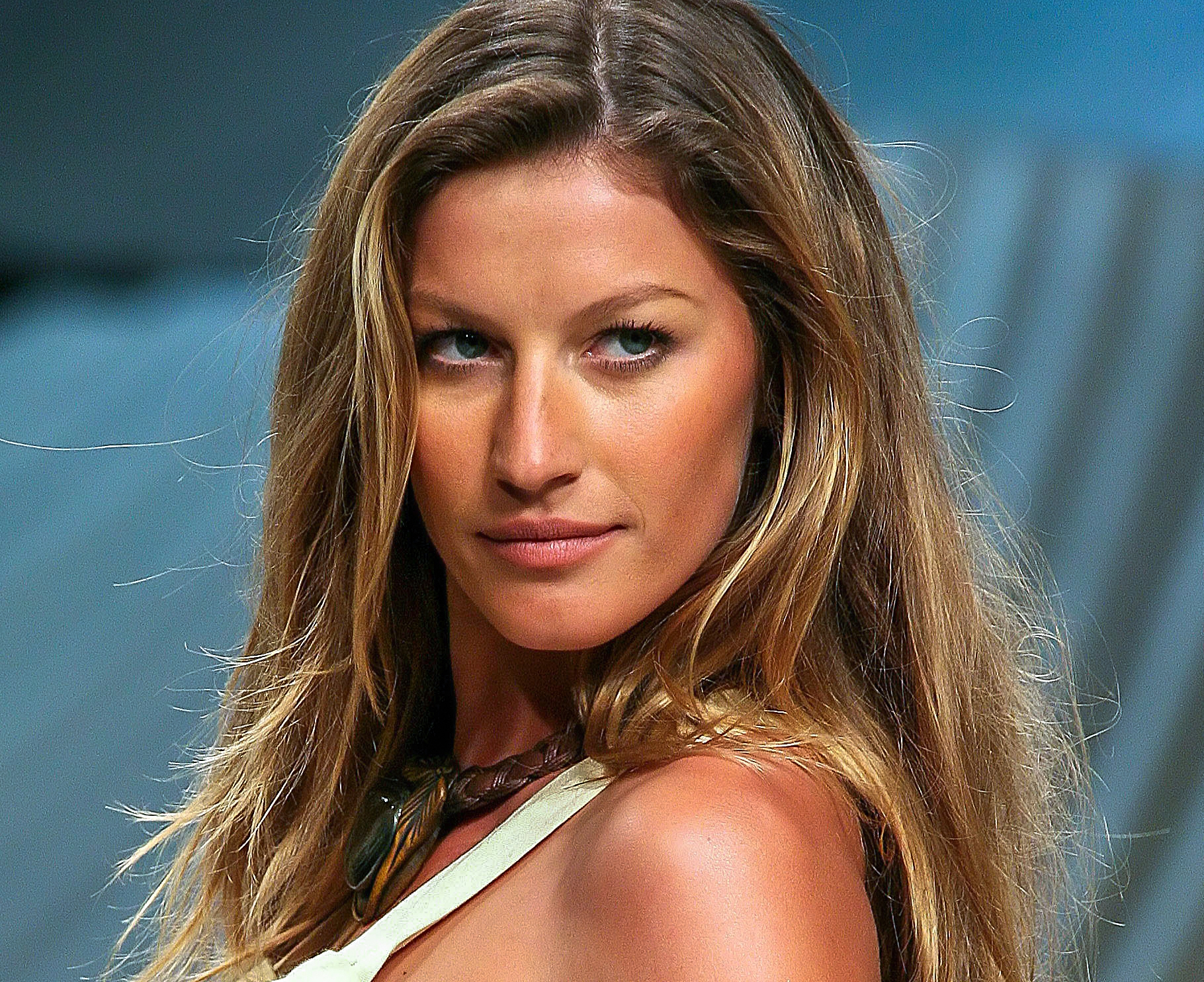
Gisele Bündchen (2000 - 2005)
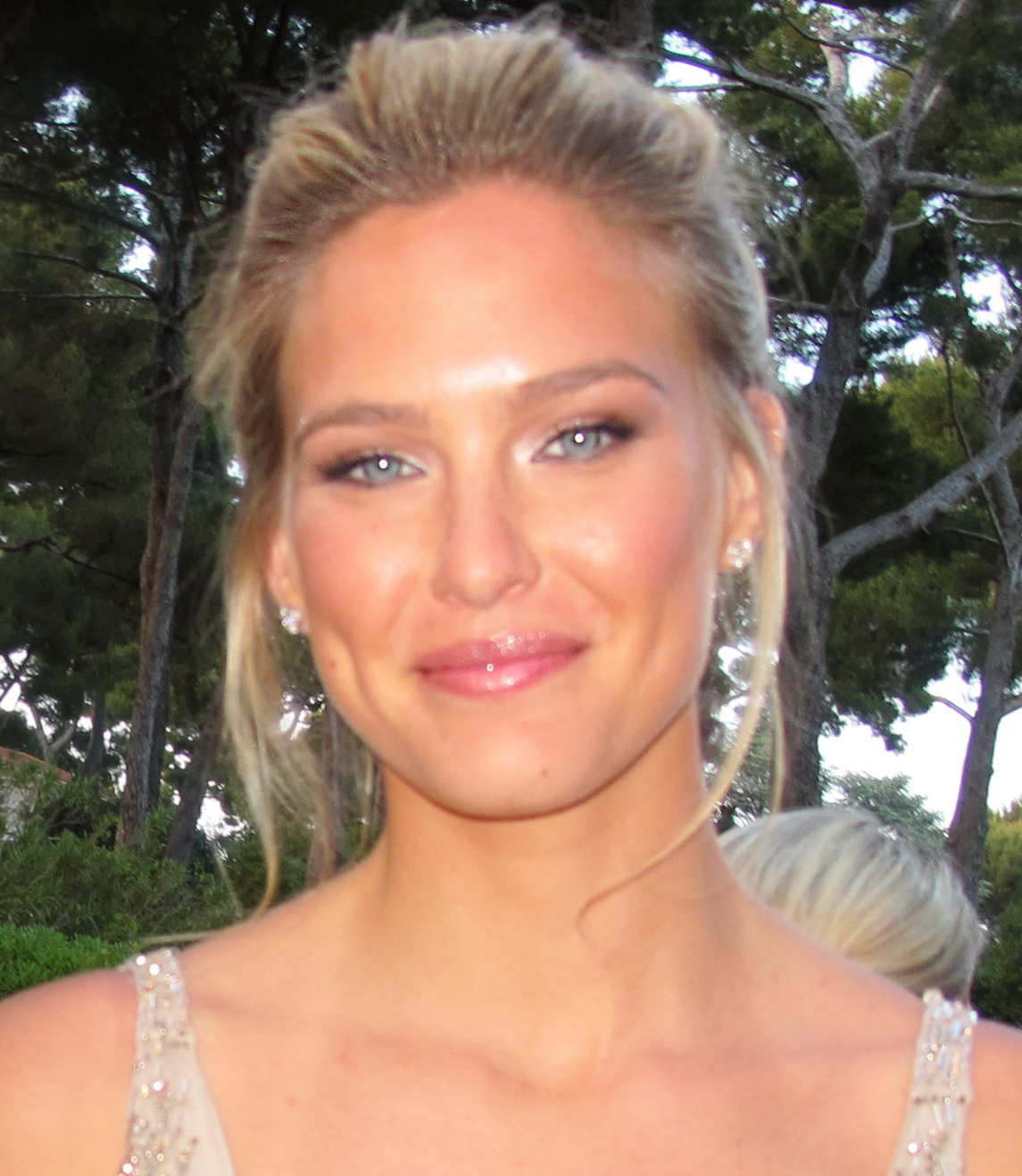
Bar Refaeli (2005 - 2011)
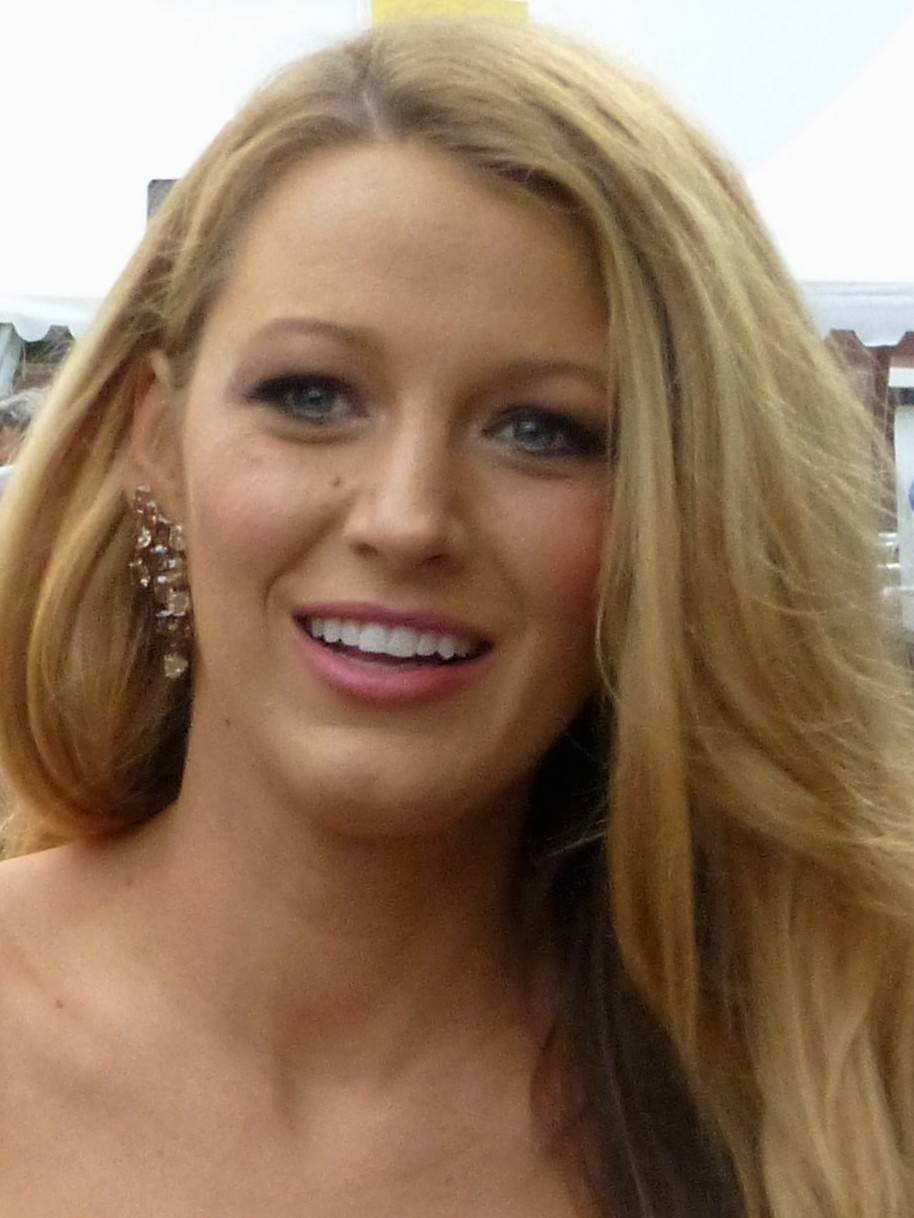
Blake Lively (2011)
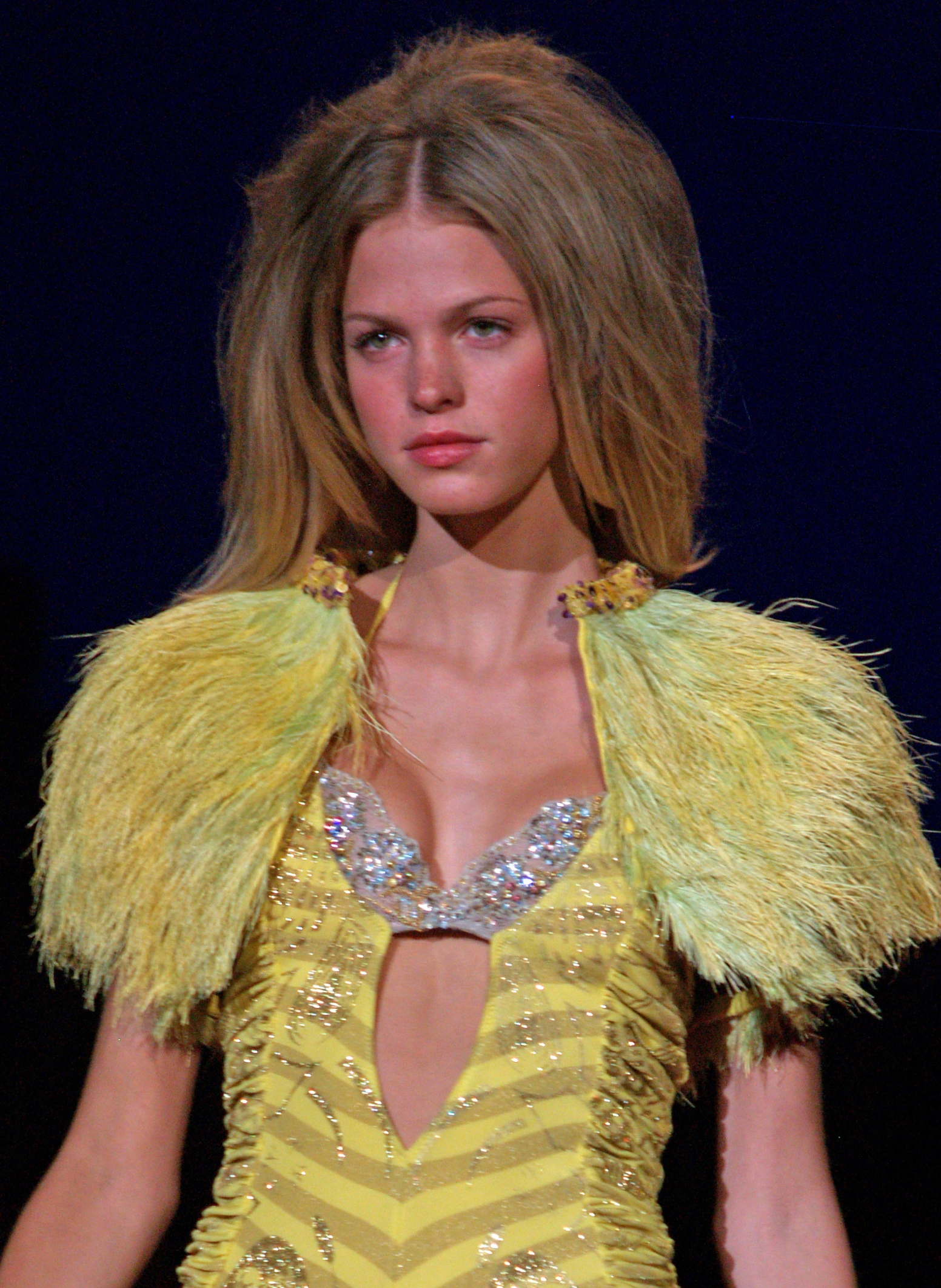
Erin Heatherton (2011 - 2012)
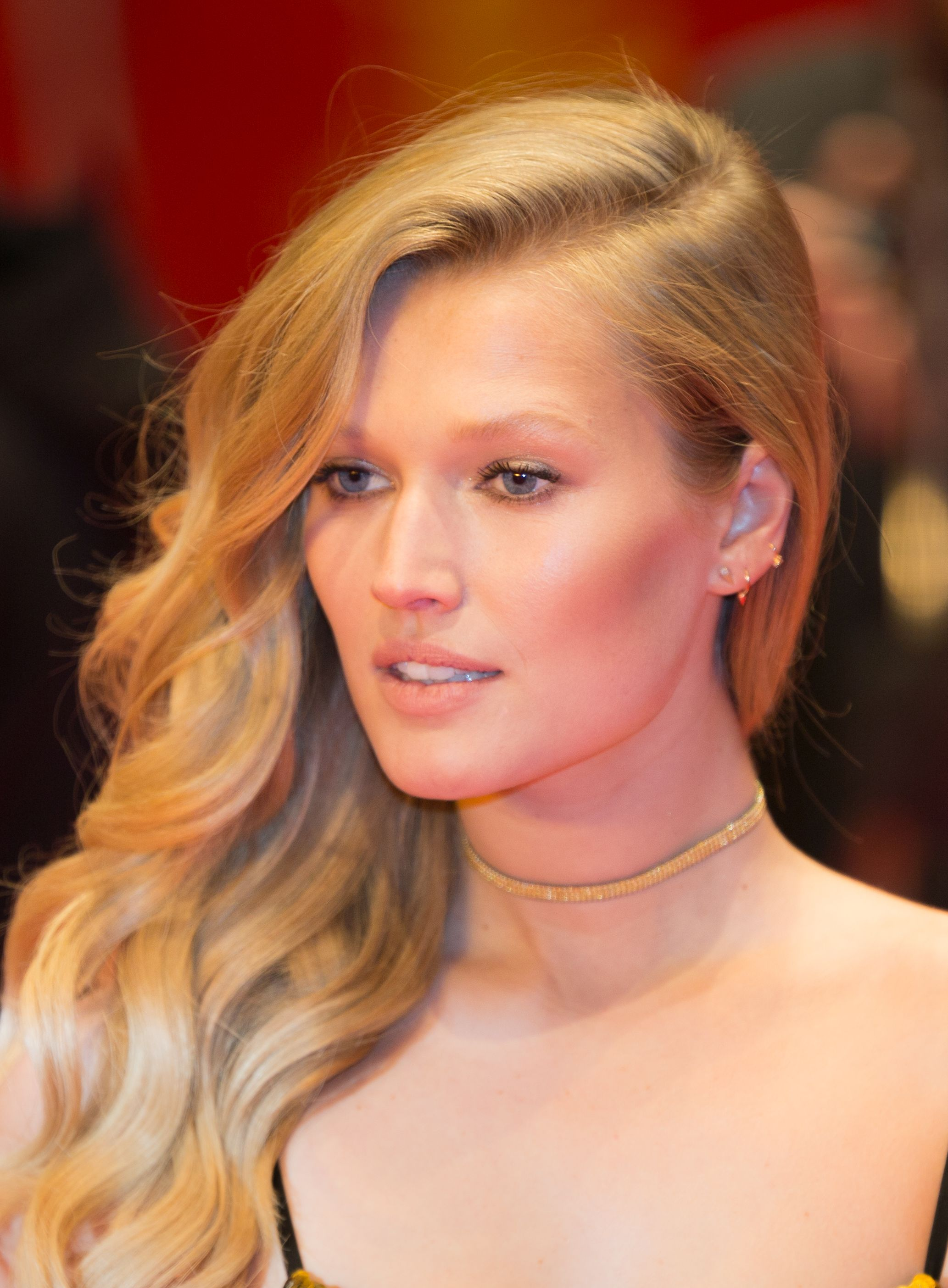
Toni Garrn (2013 - 2014)
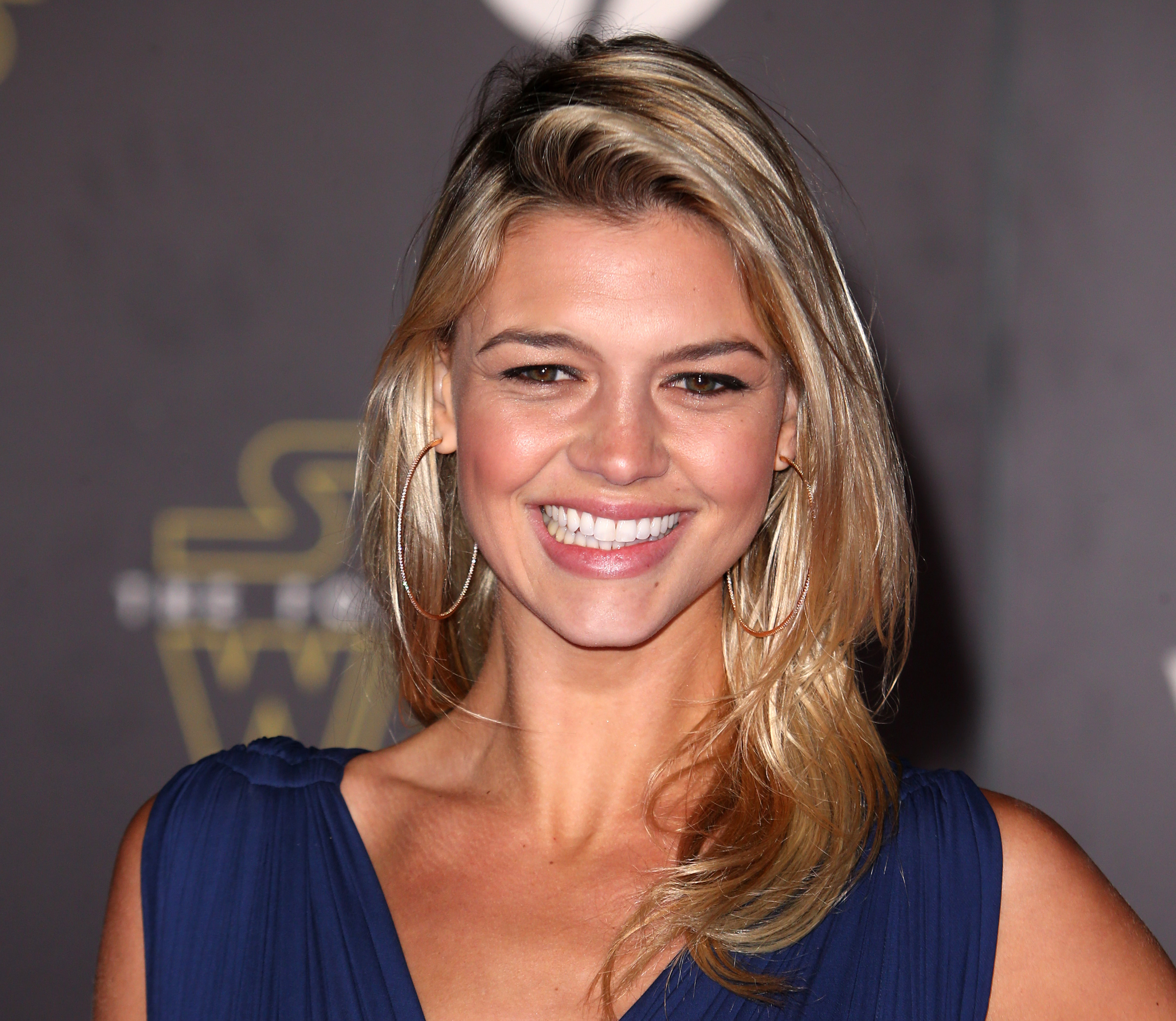
Kelly Rohrbach (2015)
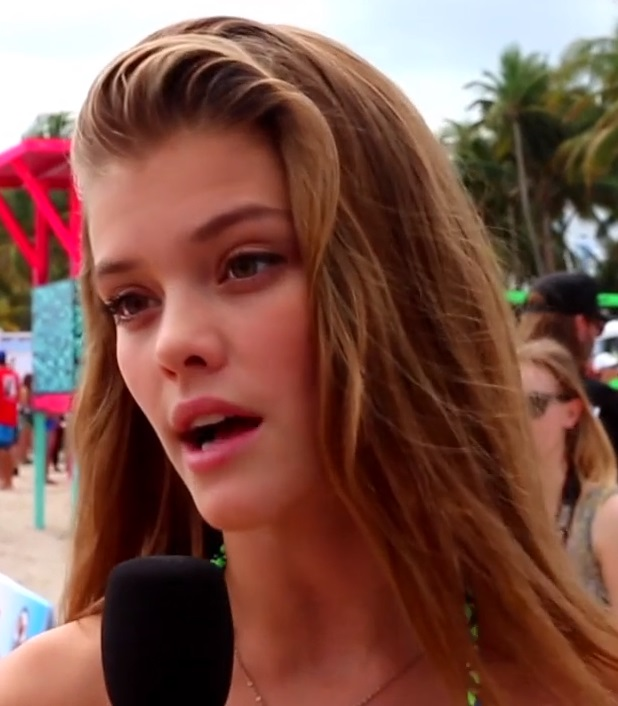
Nina Agdal (2016 - 2017)

## Engagements et prises de position

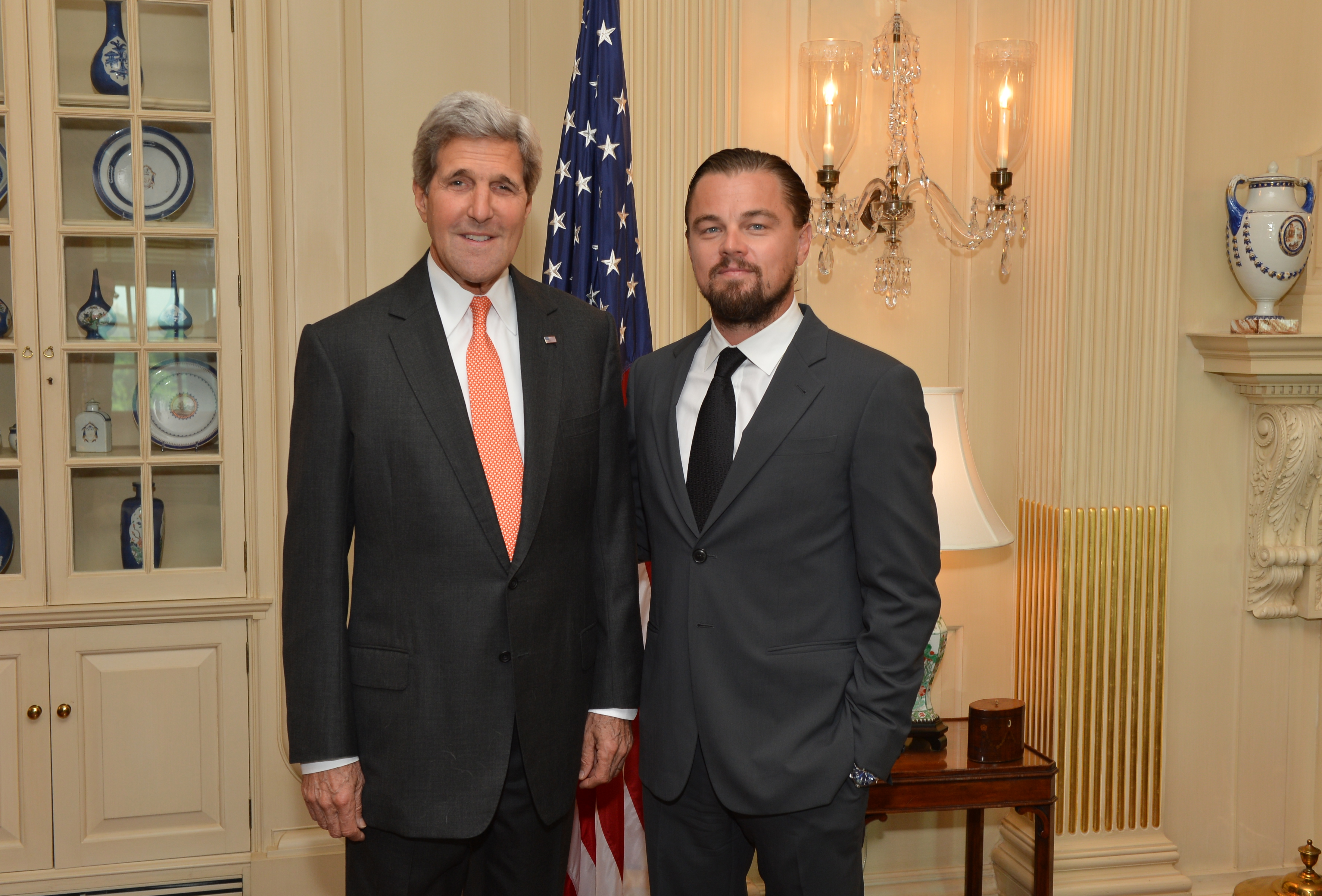
Leonardo DiCaprio à Washington, D.C. avec le secrétaire d'État des États-Unis américain John Kerry (2014).

### Soutien politique démocrate
Dans son pays, Leonardo DiCaprio affiche régulièrement son soutien envers le Parti démocrate.
En 2004, il soutient financièrement la campagne présidentielle du sénateur démocrate John Kerry. Il fait de même en 2008 pour la campagne présidentielle de Barack Obama (face à John McCain) puis en 2016 pour celle de Hillary Clinton (face à Donald Trump).
En 2014, Leonardo DiCaprio est lui-même candidat au tourisme spatial.

### Écologie et développement durable

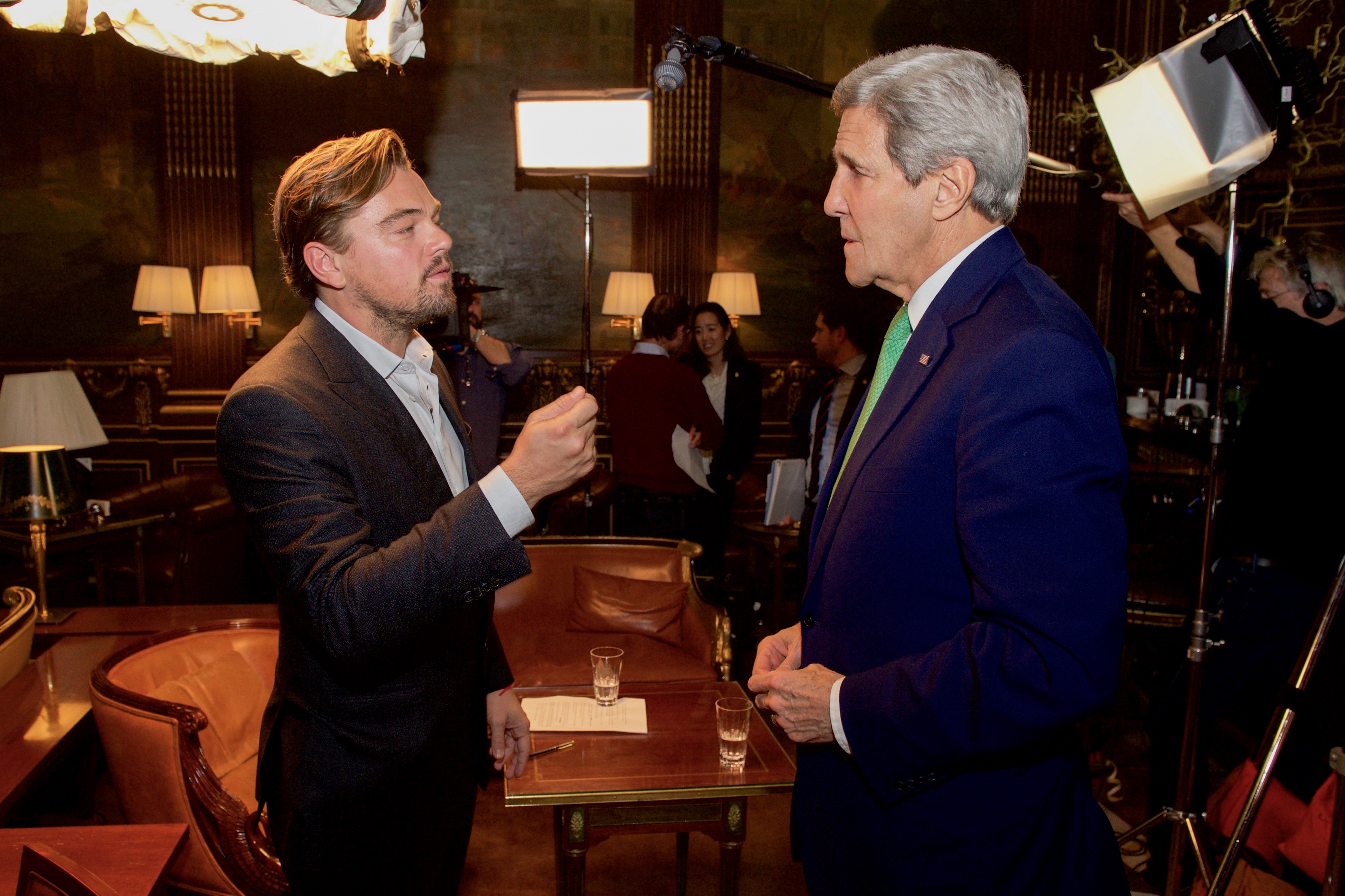
Leonardo DiCaprio de nouveau avec le secrétaire d'État des États-Unis américain John Kerry à Paris, cette fois en marge de la conférence sur le climat Conférence de Paris de 2015 sur les changements climatiques (2015).

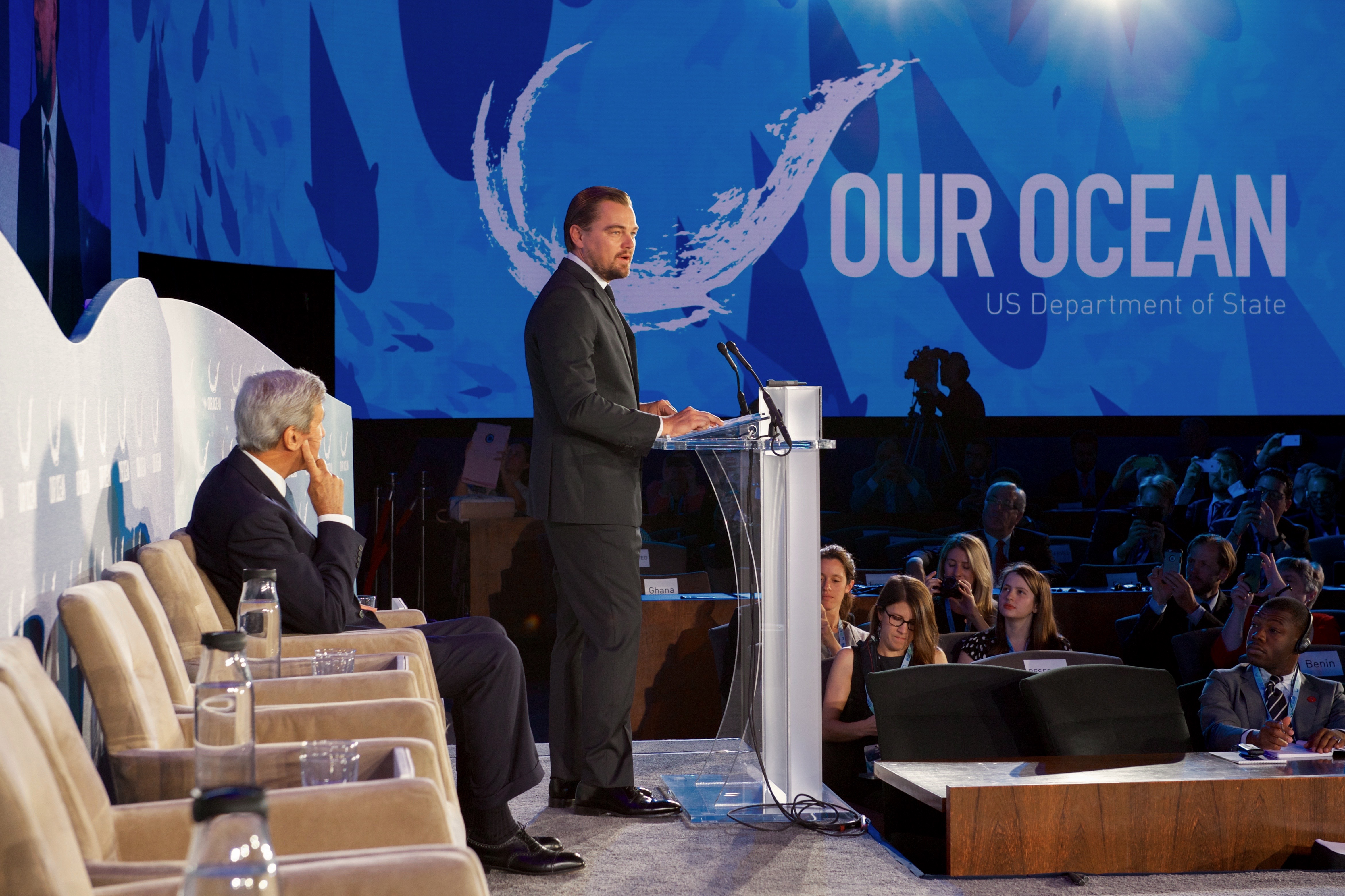
Leonardo DiCaprio et le secrétaire d'État des États-Unis américain John Kerry pendant la conférence Our Oceans, à Washington, D.C. (2016).

Après être devenu une star mondiale en 1997, Leonardo DiCaprio et sa famille fondent la Leonardo DiCaprio Foundation en 1998, pour soutenir les organisations et initiatives dédiées au développement durable. La même année, Leonardo DiCaprio et sa mère Irmelin Idenbirken donnent 35 000 dollars pour créer une association de défense de l'environnement et reconstruire une bibliothèque détruite par un incident climatique. Durant le tournage de Blood Diamond (2006), il travaille avec vingt-quatre enfants du village de SOS Children's Village in Maputo, au Mozambique, et se déclare très touché par ce travail avec des enfants.
En 2007, il conduit une voiture électrique et équipe sa maison en panneaux solaires. Nommé aux Oscars de 2007 tout comme l'ancien vice-président Al Gore, il monte sur scène avec le futur prix Nobel de la paix afin de préciser que la cérémonie des Oscars a intégré dans sa préparation et sa production des pratiques vertueuses à l'égard de l'environnement. Les deux hommes réaffirment leur volonté de défendre l'environnement. Le 6 juin 2007, il est présent lors de la cérémonie The American Leg of Life Earth, qui promeut la défense de l'environnement. La même année, lors d'une interview au magazine Ukula à propos du film La Onzième Heure, le dernier virage (The 11th Hour) qu'il a coécrit, coproduit et dont il est le narrateur, il présente la lutte contre le réchauffement climatique comme le défi numéro un dans la défense de l'environnement.
En 2008, il est invité par le Parlement écossais pour présenter sa fondation. L'argent qu'il reçoit pour cette intervention est reversé à son association. D'après un article du journal The New York Times en date du 3 avril 2015, l'acteur a acheté pour 1.75 millions d'euros quarante-deux hectares de terres dans l'île de Blackadore Caye, au Belize. Il était prévu qu'il y construise un éco-hébergement de luxe, une piste d'atterrissage pour jet privé et d'autres aménagements, pour un montant de plus de 25 millions d'euros. En 2021, ce projet n'a pas vu le jour. D'après les critiques, il aurait provoqué plus de dégâts écologiques qu'il était censé en résoudre. En 2010, l'acteur verse un million de dollars au Fonds Clinton-Bush pour Haïti en faveur des victimes du tremblement de terre d'Haïti.

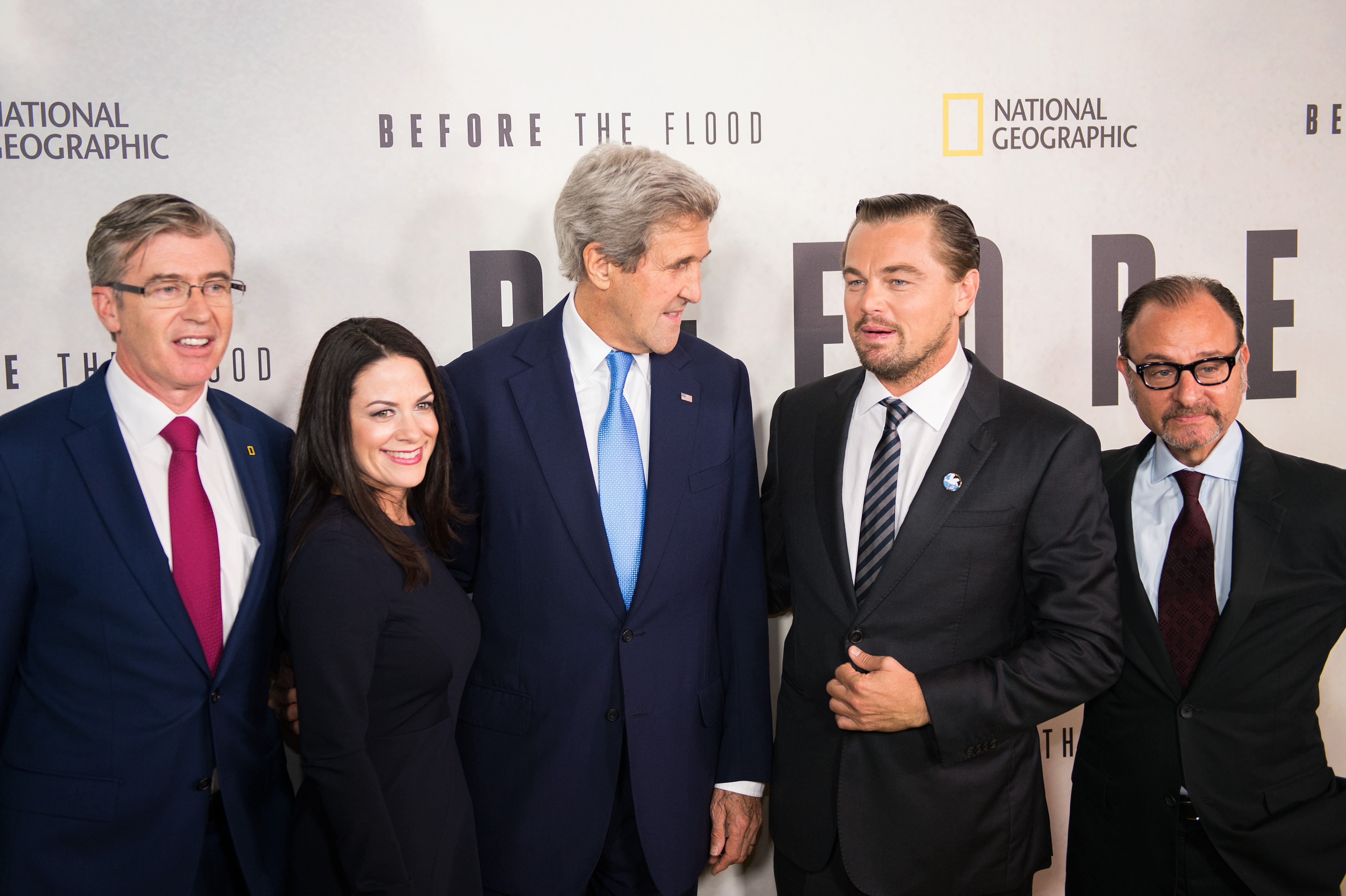
Leonardo DiCaprio avec le secrétaire d'État des États-Unis américain John Kerry et le réalisateur Fisher Stevens, à la première du documentaire Avant le déluge, à l'Organisation des Nations unies (2016).

En 2013, il organise à travers sa Leonardo DiCaprio Foundation une vente aux enchères chez Christie's, à New York, de 33 œuvres d'art (dont un portrait de lui, peint en 2013 par Elizabeth Peyton, estimé entre 400 000 dollars et 600 000 dollars, vendu finalement à 1,05 million de dollars) qui permettent de récolter 38,8 millions de dollars, reversés à la défense de l'environnement et à la préservation des espèces menacées. En novembre de la même année, il verse 2,2 millions d'euros au World Wide Fund for Nature (WWF) pour la protection des tigres au Népal,.
En février 2014, il fait une donation de 3 millions de dollars à l'organisation Oceana, qui se consacre à la protection des océans, des écosystèmes marins et des espèces en danger,. En mai, il fait un don d'un million de dollars (soit 726 000 euros) à des organisations de protection des éléphants (Wildlife Conservation Network et Save the Elephants).
Le 17 juin 2014, il intervient à la conférence internationale sur la protection des océans en péril, organisée à Washington, D.C. et promet de donner 7 millions de dollars (soit environ 5,1 millions d’euros) pour la protection des océans via sa fondation. En juillet, il organise un gala en France, à Gassin, près de Saint-Tropez pour sa fondation, avec la participation d'artistes comme Bono et Robin Thicke et récolte, en 2014, 25 millions de dollars pour la protection des derniers sites sauvages de la planète, 40 millions en 2016, dont une partie reversée aux victimes de l'attentat du 14 juillet 2016 à Nice. En septembre 2014, l'Organisation des Nations unies (ONU) le nomme messager de la paix avec en priorité la lutte contre le réchauffement climatique.
Il contribue à la seconde version du documentaire Cowspiracy: The Sustainability Secret qui a été diffusée mondialement sur Netflix le 15 septembre 2015. En 2016, il co-produit le documentaire Avant le déluge (Before the Flood), sur les problèmes environnementaux liés aux activités humaines. Ces actions lui valent plusieurs prix de la part d'associations de défense de l'environnement en 2009 ; elles inspirent d'autres stars du cinéma comme Orlando Bloom et Penélope Cruz. En 2018, des scientifiques décernent à une espèce de coléoptère le nom de Grouvellinus leonardodicaprioi en hommage au travail de l'acteur en faveur de l'environnement. Une espèce d'araignée nommée Spintharus leonardodicaprioi (en) porte également son nom.
En septembre 2016, DiCaprio est mis en cause par le fonds suisse Bruno Manser pour la protection de la forêt pluviale de Bornéo pour un détournement de fonds en Malaisie, étant en relation avec Jho Low qui a notamment soutenu financièrement son film Le Loup de Wall Street pour un montant de 100 millions de dollars. L'argent proviendrait du fonds public 1Malaysia Development Berhad (1MDB) prévu pour le développement économique du pays, et dont aurait profité illégalement Jho Low, sans qu'on sache si Leonardo DiCaprio en connaissait l'origine. Il rend néanmoins à la justice américaine l'Oscar obtenu par Marlon Brando pour son rôle dans Sur les quais en 1954, que lui avait offert la maison de production du Loup de Wall Street citée dans cette affaire, ainsi que des toiles de Pablo Picasso et Jean-Michel Basquiat.
Dans le domaine de l'agro-alimentaire, Leonardo DiCaprio investit dans Aleph Farms, une start-up israélienne de viande artificielle, et dans Mosa Meat, une entreprise internationale sise aux Pays-Bas, exerçant dans le même secteur, qu'il conseille.

### Venturi Grand Prix
Créée par Venturi et Leonardo DiCaprio, l'écurie de course Venturi Grand Prix participe au Championnat du monde de Formule E de voitures électriques lors de la saison 2014-2015,,. L'écurie dispose d'un châssis Dallara, unique châssis autorisé pour le moment par la Fédération internationale de l'automobile (FIA) pour la saison inaugurale. Venturi Grand Prix est la première écurie à dévoiler le son du moteur Spark SRT 01E Renault de sa voiture, lors des premiers tours de roues de la monoplace électrique à Donington Park,. Les deux pilotes pour la saison 2014-2015 sont le Français Stéphane Sarrazin et l'Allemand Nick Heidfeld, anciens pilotes de Formule 1 et de WEC.

## Filmographie

### Acteur

#### Cinéma

##### Années 1990
- 1991 : Critters 3 de Kristine Peterson : Josh
- 1992 : Fleur de poison (Poison Ivy) de Katt Shea : Guy, un élève
- 1993 : Blessures secrètes (This Boy's Life) de Michael Caton-Jones : Tobias « Toby » Wolff
- 1993 : Gilbert Grape (What's Eating Gilbert Grape) de Lasse Hallström : Arnie Grape
- 1994 : The Foot Shooting Party d'Annette Haywood-Carter : Bud (court métrage)
- 1995 : Rimbaud Verlaine (Total Eclipse) d'Agnieszka Holland : Arthur Rimbaud
- 1995 : Basketball Diaries (The Basketball Diaries) de Scott Kalvert : Jim Carroll
- 1995 : Mort ou vif (The Quick and the Dead) de Sam Raimi : Fee Herod / Le Kid
- 1996 : Roméo + Juliette (William Shakespeare's Romeo + Juliet) de Baz Luhrmann : Roméo Montaigu
- 1996 : Simples Secrets (Marvin's Room) de Jerry Zaks : Hank
- 1997 : Titanic de James Cameron : Jack Dawson
- 1998 : L'Homme au masque de fer (The Man in the Iron Mask) de Randall Wallace : Louis XIV / Philippe
- 1998 : Celebrity de Woody Allen : Brandon Darrow

##### Années 2000
- 2000 : La Plage (The Beach) de Danny Boyle : Richard
- 2001 : Don's Plum de R. D. Robb : Derek
- 2002 : Gangs of New York de Martin Scorsese : Amsterdam Vallon
- 2002 : Arrête-moi si tu peux (Catch Me If You Can) de Steven Spielberg : Frank Abagnale, Jr.
- 2004 : Aviator (The Aviator) de Martin Scorsese : Howard Hughes
- 2006 : Les Infiltrés (The Departed) de Martin Scorsese : William « Billy » Costigan Jr
- 2006 : Blood Diamond d'Edward Zwick : Danny Archer
- 2008 : Les Noces rebelles (Revolutionary Road) de Sam Mendes : Frank Wheeler
- 2008 : Mensonges d'État (Body of Lies) de Ridley Scott : Roger Ferris

##### Années 2010
- 2010 : Shutter Island de Martin Scorsese : Edward « Teddy » Daniels
- 2010 : Inception de Christopher Nolan : Dominic « Dom » Cobb
- 2011 : J. Edgar de Clint Eastwood : John Edgar Hoover
- 2012 : Django Unchained de Quentin Tarantino : Calvin J. Candie
- 2013 : Gatsby le Magnifique (The Great Gatsby) de Baz Luhrmann : Jay Gatsby
- 2013 : Le Loup de Wall Street (The Wolf of Wall Street) de Martin Scorsese : Jordan Belfort
- 2015 : The Revenant d'Alejandro González Iñárritu : Hugh Glass
- 2019 : Once Upon a Time… in Hollywood de Quentin Tarantino : Rick Dalton

##### Années 2020
- 2021 : Don't Look Up : Déni cosmique (Don't Look Up) d'Adam McKay : Dr Randall Mindy
- 2023 : Killers of the Flower Moon de Martin Scorsese : Ernest Burkhart
- 2025 : Une bataille après l'autre (One Battle After Another) de Paul Thomas Anderson : Bob Ferguson

#### Télévision
- 1979 : Romper Room[108]
- 1989 : Les nouvelles aventures de Lassie (en) (The New Lassie) : Glen
- 1990 : Santa Barbara : Mason Capwell, jeune
- 1990 : Parenthood : Gary Buckman
- 1991 : Roseanne : le camarade de classe de Darlene (saison 3, épisode 16 : La taille ne fait rien à l'affaire)
- 1991-1992 : Quoi de neuf docteur ? (Growing Pains) (dernière saison) : Luke Brower

Prochainement
- The Devil in the White City : Dr H. H. Holmes (série annoncée)

#### Documentaires
- 2007 : La Onzième Heure, le dernier virage (The 11th Hour) de Nadia Conners et Leila Conners Peterson : le narrateur
- 2010 : Hubble 3D de Tony Myers : le narrateur
- 2016 : Avant le déluge de Fisher Stevens : le narrateur

### Producteur
- 2004 : The Assassination of Richard Nixon de Niels Mueller (producteur délégué)
- 2004 : Aviator (The Aviator) de Martin Scorsese (producteur délégué)
- 2007 : Gardener of Eden de Kevin Connolly
- 2007 : La Onzième Heure, le dernier virage (The 11th Hour) (documentaire) de Nadia Conners et Leila Conners Petersen
- 2008 : In Dark Woods
- 2009 : Esther de Jaume Collet-Serra
- 2010 : Shutter Island de Martin Scorsese
- 2011 : Le Chaperon rouge (Red Riding Hood) de Catherine Hardwicke
- 2011 : Les Marches du pouvoir (The Ides of March) de George Clooney
- 2013 : Players (Runner, Runner) de Brad Furman
- 2013 : Le Loup de Wall Street (The Wolf of Wall Street) de Martin Scorsese (producteur délégué)
- 2013 : Les Brasiers de la colère (Out of the Furnace) de Scott Cooper
- 2016 : Live by Night de Ben Affleck
- 2018 : Robin des Bois (Robin Hood) d'Otto Bathurst
- 2019 : Le Cas Richard Jewell (Richard Jewell) de Clint Eastwood
- 2022 : Whakaari : Dans le piège du volcan (The Volcano Rescue From Whakaari) (documentaire) de Rory Kennedy

### Scénariste
- 2007 : La Onzième Heure, le dernier virage (The 11th Hour) de Nadia Conners et Leila Conners Petersen

## Distinctions

### Hommage
En 2022, son nom a été donné à un arbuste tropical, Uvariopsis dicaprio.

## Voix francophones
En version française, Leonardo DiCaprio est dans un premier temps doublé par divers comédiens. Ainsi il est doublé par Emmanuel Garijo dans Blessures secrètes, Vincent Ropion dans Gilbert Grape, Tara Römer dans Rimbaud Verlaine puis Mathias Kozlowski dans Mort ou Vif. 
À partir de 1995 et le film Basketball Diaries, Damien Witecka devient la voix régulière de Leonardo DiCaprio. Il double l'acteur pour un grand nombre de ses rôles notables et notamment dans Roméo + Juliette, Titanic, L'Homme au masque de fer, La Plage, Aviator, Les Infiltrés ou encore Shutter Island. 
En 2010, à l'initiative de Warner Bros France et Michel Derain, qui souhaitaient une voix avec un timbre plus grave, le comédien a été écarté de la version française du film Inception, puis sur J. Edgar, Django Unchained et Gatsby le Magnifique, pour lesquels les rôles de l'acteur ont été doublés par Damien Ferrette. Cependant, en 2013, Damien Witecka est choisi sur essai par Martin Scorsese en personne pour doubler l'acteur dans Le Loup de Wall Street. Puis, en 2015, Damien Witecka est à nouveau choisi sur un essai de trois scènes différentes face à Damien Ferrette pour doubler Leonardo DiCaprio dans le film The Revenant. En 2019, pour la sortie du film Once Upon a Time… in Hollywood, des essais sont à nouveau effectués entre les deux comédiens, Damien Ferrette est finalement choisi car Damien Witecka a été jugé « trop léger » pour le rôle.
Au Québec, Joël Legendre est la voix régulière de l'acteur, et notamment dans Titanic, L'aviateur, Agent troubles, Origine et Gatsby le Magnifique. Dans les films Le Loup de Wall Street et Le Revenant, il s'agit de la voix de Tristan Harvey.
en France
- Damien Witecka dans Titanic, Arrête-moi si tu peux, Shutter Island, Le Loup de Wall Street, The Revenant, etc.
- Damien Ferrette dans Inception[111], Django Unchained[111], J. Edgar[111], Gatsby le Magnifique[111] et Once Upon a Time… in Hollywood[111]

au Québec
- Joël Legendre dans Titanic[112], L'aviateur[112], Agent troubles[112], Origine[112], Gatsby le Magnifique[112], etc.
- Tristan Harvey dans Le Loup de Wall Street[112], Le Revenant[112].